# Å vi e AIK
Å vi e AIK är Allmänna Idrottsklubbens (AIK) inmarschsång och signaturmelodi, skriven av Roger Whittaker och Ronald Webster med svensk text av Per Krook, Leonardo Rubio och Roger Nilsson. I original heter den ”The Last Farewell” och är inspelad av Roger Whittaker med en populär cover av Elvis Presley. En annan svensk version spelades in av Vikingarna 1977. Den hette Ännu kan en sjöman längta hem.

## Bakgrund
AIK hade en signaturmelodi från tidigt 1920 tal som heter ”Heja Heja AIK” inspelad av bland andra Bosse Larsson men denna sång var i ¾ takt (vals) vilket man tyckte inte var så passande. Då beslöt man att ändra till en sång som hade 4/4 takt vilket skulle passa bättre på arenorna.[källa behövs]
Första inspelningen av inmarschlåten gjorde Black Army 1986 med ett för den tiden typiskt sound. Då hade sången två verser men fick i en ny inspelning med kända artister som Olle Ljungström, Niklas Strömstedt, Robert Broberg, Dogge Doggelito, Patrik Isaksson, Helena af Sandeberg, Cesar Vidal, Fjodor samt Patrik Arve en tredje vers.
2010 släpptes en till AIK skiva för att fira det kommande 120-årsjubileet. Ett av spåren var då en nyare inspelning nu av Raised From The Ashes, som var rock influerad.
På fotbollsmatcher sjunger man alltid de två första verserna och ibland den tredje versen. Den sjungs även på AIK:s ishockeymatcher. 
Båda versionerna finns med på albumet Å vi e AIK.